# Déficit de femmes
Le déficit de femmes ou déficit de filles désigne le déséquilibre du sex-ratio en faveur des hommes dans certains pays. Cette situation existe notamment en Asie, en particulier en Chine, en Inde, au Pakistan, en Afghanistan.
Dans ces pays, la naissance d'une fille est souvent considérée comme un poids car elle quitte sa famille à son mariage pour enrichir un autre foyer. Ce coût est parfois aggravé par le paiement d'une dot au moment du mariage par la famille de la femme. À l'inverse, un garçon assure la continuité du foyer et des revenus. Pour s'épargner ces inconvénients, des couples choisissent alors d'avoir des garçons plutôt que des filles. Ce choix peut prendre la forme d'un avortement si l'on peut déterminer le sexe du fœtus, d'infanticides à la naissance, ou de négligence des filles au profit des garçons.

Sex ratio par pays en 2020, total de la population.

| Pays avec plus d'hommes que de femmes. Pays avec le "même" nombre de femmes et d'hommes (vrai lorsqu'il y a 3 chiffres significatifs, pour exemple, 1,00 homme à 1,00 femme). Pays avec plus de femmes que d'hommes. Pas de données |

## Projections démographiques
Les estimations actuelles (2008) concernant le déficit de femmes portent sur 100 millions de personnes et pourrait atteindre 200 millions en 2025. En 2021, le nombre total de naissances féminines «manquantes»  entre 1970 et 2017 a été estimé à 45 millions, dont 95% en Inde et en Chine.

## Chine

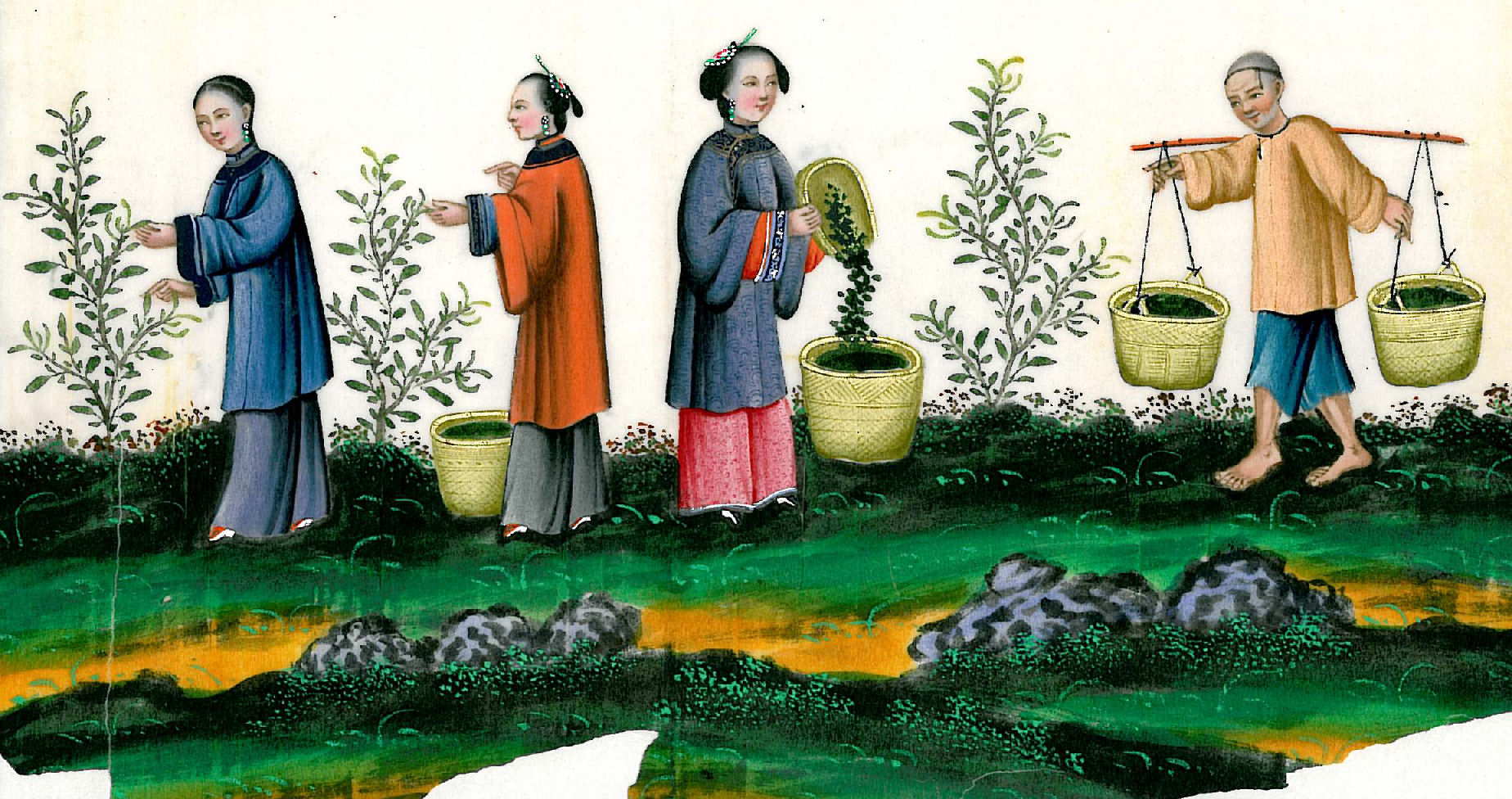
Estampe décrivant la répartition des rôles de la vie communautaire dans la culture chinoise traditionnelle.

De façon traditionnelle, en Chine, la naissance d’une fille est considérée par les familles comme un désastre. Selon les traditions ancestrales, c’est par le garçon que se transmettra le nom et le patrimoine de la famille. De plus, c’est lui qui restera, même après son mariage, auprès de ses parents et s’occupera d’eux à leur vieillesse.
Quant à la fille, elle est appelée à se marier un jour et à quitter ainsi les siens. De ce fait, elle est perçue comme une charge, un fardeau lourd à supporter économiquement. En Chine, la politique de l'enfant unique en vigueur depuis 1979 a aggravé la situation des filles : « Puisqu’il ne faut avoir qu’un seul enfant alors ce sera forcément un garçon », tel est le raisonnement de millions de parents.
Le recours grandissant à l’échographie prénatale, y compris dans les campagnes, est la principale cause des interruptions volontaires de grossesse.
Un déséquilibre filles/garçons se creuse : on compte 117 naissances masculines en moyenne pour 100 naissances féminines alors qu'au niveau mondial, 105 garçons naissent en moyenne, pour 100 filles. Un grand nombre d’hommes ne trouveront jamais de femme pour créer une famille dans les années à venir, ce qui engendre des trafics de femmes et une accentuation du développement de la prostitution en République populaire de Chine.

## Inde

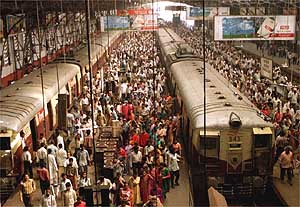
Migration pendulaire à Mumbai. Depuis sa transition démographique, l'Inde a multiplié par 5 sa population, mais l'écart entre les naissances des garçons et des filles a été décuplé dans la même durée.

En Inde, la naissance d'une fille peut signifier pour ses parents une catastrophe financière annoncée car ils devront payer une dot importante pour la marier. Pour cette raison des femmes préfèrent vérifier le sexe du fœtus lors de l'échographie, bien que l'annonce du sexe par le médecin soit interdite par la loi. Certaines femmes avortent plusieurs fois dans leur vie jusqu’à être sûres d’attendre un garçon.
Ce sont les régions prospères et les grandes villes, là où les dots sont élevées, qui voient naître le moins de filles : certains villages du Penjab affichent moitié moins de naissances de filles que de garçons. D’où un déficit croissant de femmes : au recensement de 2001, l’Inde comptait plus de 36 millions d'hommes de plus que de femmes. À Mumbai, par exemple, les femmes « manquantes » représentent presque un quart de la population féminine.
Cette situation a des conséquences considérables qui inquiètent les autorités publiques de voir des villages entiers d'hommes célibataires se constituer, avec les déséquilibres induits ; ainsi que des trafics d'êtres humains comportant des rapts qui sont apparus en réponse à cette situation.

## Corée du Sud
Autrefois, une épouse coréenne n’ayant pas fait naitre un garçon pouvait être abandonnée par son mari ou rejetée par sa famille ; les proverbes, les tabous et traditions du pays montrent une préférence traditionnelle des Coréens pour les garçons  , encore marquée au début du XXIe siècle dans l'organisation sociale traditionnelle de la société coréenne, malgré la forte et rapide modernisation du pays (les jeux de parenté et normes culturelles associées étaient encore très prégnants à la fin du XXe siècle),,. Les différences de sex-ratio à la naissance (toujours "en faveur" des garçons) étaient (dès les années 1970) et sont encore très importantes selon les régions,.
À la suite des possibilités de dépistage prénatal du sexe du fœtus, par amniocentèse notamment, un comportement reproducteur sélectif intra familial est aussi observé en Corée du Sud où au début des années 2000, on constate déjà un « changement de l’écart d’âge entre les nouveaux époux. Par exemple, les mariages dans lesquels la femme est plus âgée que l’homme et les mariages entre époux de même âge ont fortement augmenté et atteignaient 25 % de tous les nouveaux mariages en 2001. Par ailleurs, 5,6 % de tous les nouveaux mariages célébrés en 2001 l’avaient été entre un homme sans expérience nuptiale préalable et une femme ayant déjà été mariée » notaient Kwon et Kim (2002).

## Effets socio-démographiques, psychiques et sanitaires
Le comportement reproducteur sélectif est source de risques sanitaires pour les femmes qui se soumettent à des fausses couches ou avortements répétés, qui sont toujours traumatiques pour l'organisme et souvent pour la psyché.
La distorsions de la répartition des genres dans la population a inévitablement aussi des effets sociaux (déséquilibres de représentation et d'effets dans les institutions sociales, pouvant éventuellement « compromettre la stabilité sociale, l’organisation économique, le rapport des forces politiques et la structure générale de la société » selon Doo-Sub Kim.
Un surnombre élevé d'hommes par rapport aux femmes dès la naissance implique une pénurie de conjoints potentiels, qui affecte les caractéristiques du mariage(marriage squeeze), source de souffrance et de misère sexuelle, notamment dans les pays où l'homosexualité est socialement et/ou juridiquement réprouvée. Cette situation implique qu'une part des hommes (parmi les plus pauvres souvent) devront trouver une épouse à l’étranger, faire venir une étrangère pour l'épouser ou opter pour un célibat contraint, situation qui pourrait dans certains contexte encourager le trafic d'êtres humains et la prostitution.
Des chercheurs posent l'hypothèse que cette pénurie d'épouses ou compagnes pourrait aussi - dans un second temps - conduire à remettre en question les croyances, normes et valeurs traditionnelles sources de discrimination et dévalorisation à l’encontre des femmes

## Points de vue religieux
- Une prière juive du matin débute par « Merci mon Dieu de ne pas m'avoir fait femme... » (baroukh ata adonaï che lo asani isha)[15][réf. incomplète]. Cette bénédiction est aujourd'hui prononcée de façon minoritaire dans le judaïsme mondial, puisque les mouvements non orthodoxes l'ont remplacée par la formulation : « Béni sois-tu Éternel notre Dieu, Roi du monde, qui m'a créé à ton image » (en référence à Gen. 1:27)[16], phrase mettant en avant l'égalité et l'action commune des hommes et des femmes dans le rôle de poursuite de la création divine. Par ailleurs, cette bénédiction admet au moins une formulation exactement opposée : « Béni sois-tu Éternel notre Dieu, Roi du monde, qui m'a créée femme et non homme », comme l'atteste un livre de prière italien du XIVe siècle[17]. Au delà de cet élément unique de la prière, le judaïsme, s'il différencie les sexes, ne donne pas de prédominance de l'un sur l'autre. Un couple a fait son "devoir" s'il donne naissance à une fille et un garçon, de façon à conserver un équilibre de population. L'avortement n'est pas autorisé, sauf mise en danger de la vie de la mère et de l'enfant, et le passage de la ligature d'Isaac (souvent connu, à tort, comme son sacrifice) marque la fin symbolique de l'infanticide. Le vendredi soir, lors des prières d'entrée de chabbat, il est de coutume que les parents (père et mère) bénissent leurs enfants (filles et garçons), en appelant sur eux les qualités attribuées respectivement aux matriarches et patriarches.
- En Inde lors des mariages, on souhaite à la jeune mariée de nombreux fils mais pas de filles.[réf. nécessaire]
- Le catholicisme interdit l'avortement, quel que soit le sexe du bébé.
- L'islam interdit l'infanticide. Le Coran contient des versets sur l'infanticide des filles à la naissance (sourate 81, versets 8 et 9) : "Et qu’on demandera à la fillette enterrée vivante pour quel péché elle a été tuée"[18].